# Dolmen (revista)
Dolmen és una publicació periòdica especialitzada en la divulgació i crítica del món del còmics que està centrada en els còmics estatunidencs. Fou fundada el 1994 per Vicente García i Jaume Vaquer i s'edita a Palma. Primer va ser autoeditada però posteriorment fou publicada per Ediciones Camaleón i per Dolmen Editorial.

## Trajectòria editorial
La revista Dolmen va començar com un fanzine el mes d'abril del 1994. Des d'aquesta data fins al 1996 va publicar vuit números (-1, 0 i de l'1 al 6). En aquesta primera etapa, tant els continguts com la portada eren en blanc i negre, excepte el número 6, en el que la portada era en color.
En el seu número 7 (abril-maig de 1996), Dolmen va adoptar un format de revista, més professional i va començar a ser distribuïda per Camaleón Ediciones, tot i que encara era autoeditada. Tot i això, en el número 13 la publicació va passar a ser editada per aquesta editorial.
A finals de 1998, degut a una situació econòmica complicada de Camaleón Ediciones la revista va tornar a ser autoeditada pels seus fundadors. A partir del seu número 63 (juny de 2001), l'editorial Dolmen va començar a publicar la publicació periòdica. El 2012 la revista va editar el seu número 200.

## Col·laboradors
Els seus col·laboradors més destacats són Koldo Azpitarte, Pedro Angosto Muñoz, Jorge Iván Argíz, Manuel Barrero, Mariano Bayona Estradera, Martín Capellá, Emilio Cegarra, Juan Carlos Cereza, José Alfonso Cobo, Antonio del Castillo, Lorenzo Díaz, Pablo Durá, Rubén David Herrero de Castro, Jesús Jiménez, Manuel López, Miguel Ángel López, Ricardo Mena, Begoña Pérez, Ramón Fermín Pérz, Cels Piñol, Ángeles Polo, Manuel Prieto, Ginés Quiñonero, José Joaquín Rodríguez, José Antonio Rubio, José Antonio Serrano, José Ramón Solera i Alejandro M. Viturtia.
Dolmen també inclou un còmic d'humor, normalment d'una pàgina, els autors de la qual han estat Cels Piñol, David Ramírez, Guillem March, J.C. Bonache i José Fonollosa.

## Obres derivades
- Entre el 2001 i el 2006 va publicar una sèrie de cinc còmic-books titulats Haciendo Amigos en els que es van recopilar les historietes que van realitzar Ramírez i March i que incorporava algun còmic inèdit.

- Entre el 2004 i el 2012 es va editar un complement a la revista mensual; era una sèrie d'especials numerats titulats Monográficos Dolmen que eren dedicats a un autor de còmic concret (i alguna vegada a algun personatge). Se n'han editat 17 números.
- A partir de 2008 també s'edita la revista germana Dolmen Europa sobre el còmic espanyol, francobelga i l'italià. És aperiòdica i té el mateix format que Monográficos Dolmen. El 2011 es va editar el seu número 5.